# Kilodegree Extremely Little Telescope
Il Kilodegree Extremely Little Telescope (KELT) è un sistema di astronomia osservativa costituito da due telescopi robotici finalizzato alla ricerca di esopianeti mediante metodo del transito intorno a stelle luminose. Il progetto è frutto di una collaborazione congiunta tra il dipartimento di astronomia dell'università dell'Ohio, il dipartimento di fisica ed astronomia dell'Università Vanderbilt, il dipartimento di fisica della Lehigh University e l'osservatorio astronomico del Sud Africa (SAAO).

## Telescopi KELT
KELT si compone di due telescopi: KELT-nord situato in Arizona, Stati Uniti; KELT-Sud, allocato presso l'osservatorio astronomico del Sud Africa (SAOO) a Sutherland, Sudafrica.
Ogni telescopio KELT ha un ampio campo visivo di 26° quadrati con lenti di 4,2 cm di apertura, con una fotocamera CCD di 4000x4000 pixel. Ogni telescopio può essere equipaggiato anche con lenti per campo stretto di 7,1 cm di apertura per un campo visivo di 10,8° per 10,8° per effettuare osservazioni a campo ristretto.

### KELT-Nord
KELT-Nord è situato presso l'osservatorio Winer in Arizona, vicino Tucson. KELT-Nord è stato installato nel 2005 ed ha operato ininterrottamente salvo occasionali interruzioni dovute a perturbazioni atmosferiche avverse e ad operazioni di manutenzione.

### KELT-Sud
KELT-Sud è situato presso l'osservatorio astronomico di Sutherland, a circa 370 chilometri a nord di Città del Capo. La costruzione di KELT-Sud è terminata nel 2009.

## Obiettivi
KELT è dedicato alla ricerca, mediante analisi dei transiti, di esopianeti orbitanti intorno a stelle con magnitudine apparente 8 < m < 10, una magnitudine leggermente inferiore alle possibilità consentite con il metodo della velocità radiale, ma maggiori di quelle tipicamente consentite nella maggior parte delle indagini basate sui metodo dei transiti.
Entrambi i telescopi KELT operano sequenzialmente osservando settori predefiniti della volta celeste per tutta la notte, compatibilmente con la favorevole meteorologia. Le esposizioni sono temporizzate per effettuare scatti ogni 150 secondi, ottimizzate per osservare le stelle nella classe di magnitudine dell'indagine.

## Ricerca esopianeti
KELT al 2018 ha scoperto diversi esopianeti e almeno una nana bruna:
L'indagine ha scoperto anche la nana bruna KELT-1 b.

### Esopianeti rilevanti
- KELT 11 b, scoperto nel 2016, è stato oggetto di un approfondito studio[4] che ha evidenziato una probabile atmosfera molto spessa. Il pianeta, un gigante gassoso con un'orbita stretta di circa 4,7 giorni, avrebbe un diametro del 40% maggiore rispetto a Giove ed una massa di circa un quinto.[12]